# Helblindi
|  | Dieser Artikel oder Abschnitt wurde wegen inhaltlicher Mängel auf der Qualitätssicherungsseite des Projekts Germanen eingetragen. Dies geschieht, um die Qualität der Artikel aus diesem Themengebiet auf ein akzeptables Niveau zu bringen. Bitte hilf mit, die Mängel dieses Artikels zu beseitigen, und beteilige dich an der Diskussion! |

Helblindi (altnordisch für „Blinder des Totenreichs“) ist ein Jötunn (Riese) in der nordischen Mythologie. Er ist der Bruder von Loki und Byleistr und der Sohn des Riesen Fárbauti und der Laufey.